# Mitsubishi T-2
Міцубісі Т-2 (Т-2 яп. 三菱, англ Mitsubishi Т-2.) — японський навчально-бойовий літак, розроблений компанією Міцубісі Хеві Індастріз (англ. Mitsubishi Heavy Industries (MHI)) для Повітряних Сил Самооборони Японії. Перший надзвуковий літак, розроблений в Японії.

## Історія
У 1967 році компанія «Міцубісі» була обрана головним підрядником розробки нового навчально-бойового літака для Сил самооборони Японії. Головним конструктором літака став доктор Кендзі Ікеда. Після повнорозмірного макетування в січні 1969 в березні був остаточно затверджений проект літака. У березні 1970 був укладений контракт на виробництво першого прототипу XT-2 (№ 19-5101), викочування якого відбулася 28 квітня 1971 року, а перший політ він здійснив 20 липня 1971 під керуванням пілотів Кенсіро Ендо та Міцуї Сато. 19 листопада того ж року в 30 польоті прототип вперше перевищив швидкість звуку в горизонтальному польоті. Другий прототип (№ 25-5102) вперше злетів 9 грудня 1971. Для льотних випробувань у ВПС літаки були передані в грудні 1971 і березні 1972 відповідно. Статичні випробування конструкції літака пройшли в березні 1971.
У 1970 були замовлені ще два прототипи для льотних випробувань, які вперше піднялися в повітря 28 квітня і 20 липня 1972. Льотні випробування T-2 були завершені в березні 1974 року, втомні — в січні 1975 року.
У виробництві літака брали участь чотири компанії. Міцубісі, як головний підрядник, відповідала за виготовлення фюзеляжу, остаточну збірку і льотні випробування нового літака. Компанія Фудзі (англ. Fuji) виготовляла крило, Ніппі (англ. Nippi) — пілони та пускові установки, а Сін Міева (англ. Shin Miewa) — хвостове оперення і підвісні паливні баки.
Перший серійний літак з 42 замовлених був поставлений в березні 1975 в 4 авіакрило на авіабазі Мацусіма. Всього у 1975 році було поставлено 20 літаків, ще по 11 — у 1976 і 1977 роках. З них 31 літак був виготовлений в навчальному варіанті, 11 у навчально-бойовому. Новими літаками озброїли 211 і 212 ескадрильї ВПС Сил самооборони. Всього було виготовлено 90 літаків, з яких 28 були неозброєними навчально-тренувальними T-2 (Z) від раннього типу (англ. Zenkigata), а 62 — навчально-бойовими T-2 (K) від раннього типу (англ. Kokigata). Два літаки T-2 (Z) стали прототипами ударного літака F-1, отримавши позначення FS-T2-KAI. Останній T-2 був виготовлений в 1988 році.